# 爱德华·佩珀
爱德华·佩珀（英語：Edward Pepper，1879年11月2日—1960年），生于伯明翰，英国男子竞技体操运动员。他曾获得1912年夏季奥运会体操比赛男子团体全能铜牌。他于1960年在伍斯特去世。